# Tchiki Duo
 Tchiki Duo est un groupe de percussions vaudois.

## Histoire
Tchiki Duo est un projet formé en 2005 par les percussionnistes lausannois Jacques Hostettler et Nicolas Suter. Tous deux élèves du percussionniste Stéphane Borel au Conservatoire de Lausanne, ils cherchent dans leur œuvre à interroger, à transcender la dynamique du rythme à travers l'utilisation de percussions de toutes sortes, de la calebasse au gong japonais. Leur nom, Tchiki Duo, est à ce titre emblématique puisqu'il provient du « tchik-tchik » net et franc d'un cylindre rempli de pâtes alimentaires.
Né à Vevey en 1974, fils du compositeur Michel Hostettler et de son épouse Nicole, pianiste, Jacques Hostettler obtient en 1997 un 1er prix de virtuosité avec félicitations. Nicolas Suter, né en 1978 à Lausanne, commence, quant à lui, l'étude de la musique par le violon avant de se consacrer exclusivement à la percussion. Il obtient un diplôme de concert avec félicitations en 2005 ainsi qu'une bourse de la Fondation Leenaards la même année. Les deux musiciens se rencontrent en 2005, lors des examens de virtuosité de Nicolas Suter, où ils jouent Ultimatum 2 au marimba, croisement entre un xylophone et un balafon. Cette rencontre musicale s'avère décisive. 
Alors que chacun joue dans différents ensembles - Sinfonietta de Lausanne, Orchestre de chambre de Lausanne, Orchestre philharmonique suisse, Orchestre de la Suisse romande, notamment, pour Jacques Hostettler et Orchestre de chambre de Lausanne, Orchestre du Festival d'opéra d'Avenches ou trio Adamas pour Nicolas Suter - ils décident de fonder leur duo et partent en Allemagne se perfectionner aux marimbas. Là-bas, Nebojsa Zivkovic, un des rares percussionnistes solistes, les conseille et les invite même à jouer dans son groupe, l'Intercontinental Percussion Maffia. Sur la voie du succès, ils remportent le Special Talent Prize à l'Universal Marimba Competition en Belgique en 2007. C'est dans le cadre de ce festival qu'a lieu l'autre rencontre décisive pour les deux complices: celle de Keiko Abe, papesse du marimba. Invité dès lors régulièrement par cette dernière à se produire au Japon, le Tchiki Duo interprète également bon nombre de ses pièces. Enfin, ils ont l'honneur d'enseigner durant un semestre, en 2009, le duo de marimbas à la Hochschule für Musik de Detmold, en Allemagne.
Le Tchiki Duo a produit un CD, Works for marimba duo, sorti chez Artlab en 2009, duquel est issu leur spectacle Tchiki. Véritable performance scénique, celui-ci fait d'ailleurs la part belle au jeu de scène des musiciens, entre drôleries et expérimentations musicales. Virtuoses du marimba, Nicolas Suter et Jacques Hostettler accompagnent régulièrement les orchestres de Suisse romande, comme le Sinfonietta, de leurs huit baguettes. En 2013, Tchiki Duo se voit offrir un soutien financier de la part de la Ville de Lausanne. Cette bourse, répartie sur trois ans, leur permettra d'enregistrer leur prochain album dans de meilleures conditions.

## Sources
- « Tchiki Duo », sur la base de données des personnalités vaudoises sur la plateforme « Patrinum » de la Bibliothèque cantonale et universitaire de Lausanne.
- Clerc, Martine, "Quatre musiciens touchent le jackpot", 24 Heures, 2013/11/11
- Chennal, Mathieu, "Le Tchiki duo percute grave", 24 Heures, 2009/06/04
- Meuwly, Myriam, "Tchiki, son et humour en duo", Le Temps, 2009/06/10, 24 Heures 2008/04/18 p. 41 avec photo
- Meuwly, Myriam, "De la Suisse au Japon, au son du marimba", L'illustré, 2009/09/07.